# Blu Yoshimi
Blu Yoshimi, all'anagrafe Blu Yoshimi di Martino (Roma, 5 aprile 1997), è un'attrice italiana.

## Biografia
Figlia dell'attrice Lidia Vitale e del produttore Alex di Martino, ha ottenuto il secondo nome, Yoshimi, dal leader spirituale Daisaku Ikeda, un nome giapponese che significa “bella e buona”. Ha fatto il suo esordio sulla scena televisiva a soli otto anni recitando nella miniserie La freccia nera. Nel 2008 fa il suo esordio cinematografico recitando la parte di Claudia nel film Caos calmo. Negli anni seguenti appare in ruoli secondari in diverse serie e film televisivi, tra cui I liceali (2009), Medicina generale, Il caso Enzo Tortora - Dove eravamo rimasti? e Un Natale con i fiocchi (2012). Nel 2016 torna al cinema nell'opera prima del regista Carlo Lavagna, Arianna, presentato fuori concorso alla 72ª Mostra internazionale d'arte cinematografica di Venezia. Il suo primo ruolo da protagonista è nel film Piuma del regista Roan Johnson, selezionato in concorso alla 73ª Mostra internazionale d'arte cinematografica di Venezia. Nel 2018 entra a far parte del cast fisso di Una pallottola nel cuore, e recita da co-protagonista, insieme a Denise Tantucci e Angela Fontana, in Likemeback, diretta da Leonardo Guerra Seràgnoli. Sempre diretta da Seràgnoli, è nel cast degli Indifferenti, rilettura cinematografica del romanzo di Alberto Moravia.

## Filmografia

### Cinema
- Caos calmo, regia di Antonello Grimaldi (2008)
- Arianna, regia di Carlo Lavagna (2015)
- Piuma, regia di Roan Johnson (2016)
- Socialmente pericolosi, regia di Fabio Venditti (2017)
- Likemeback, regia di Leonardo Guerra Seràgnoli (2018)
- Gli indifferenti, regia di Leonardo Guerra Seràgnoli (2020)
- El nido, regia di Mattia Temponi (2021)
- Il sol dell'avvenire, regia di Nanni Moretti (2023)
- Ho visto un re, regia di Giorgia Farina (2024)

### Televisione
- La freccia nera, regia di Fabrizio Costa – miniserie TV (2006)
- Codice rosso – serie TV (2006)
- I liceali – serie TV (2009)
- Distretto di Polizia 9, regia di Alberto Ferrari – serie TV, episodio 9x03 (2009)
- Medicina generale – serie TV (2009)
- Il caso Enzo Tortora - Dove eravamo rimasti?, regia di Ricky Tognazzi – miniserie TV (2012)
- Un Natale con i fiocchi, regia di Giambattista Avellino – film TV (2012)
- Angeli - Una storia d'amore, regia di Stefano Reali – film TV (2014)
- Una pallottola nel cuore 3, regia di Luca Manfredi – serie TV (2018)
- Kostas, regia di Milena Cocozza – serie TV (2024)